# کل کنار
کل کنار، روستایی از توابع بخش رستم شهرستان ممسنی در استان فارس ایران است.دارای آب هوای معتدل ، چشمه سارانی زیبا ، طبعتی بکر و دستنخورده این روستا در دوران پهلوی و اوایل انقلاب یکی از پر جمعیت ترین روستا های شهرستان رستم بود. طایفه ای که در این روستا زندگی میکردند، اکثرآ چوگی (چوبالی) بودند . در دهه شصت و هفتاد دانش آموزان این روستا پایه اول تا پنجم قریب هفتاد دانش آموز بوده . در دهه هشتاد هنگامی که ساکنین روستا در ییلاق خود بسر میبردن با به آتش کشیدن شدن روستا توسط عده ای ناشناس تقریباً کل روستا  بصورت یکجا زیر خاکستر آتش فرو رفت و ساکنین مجبور به سکونت و یکجانشینی در محل ییلاق خود روستایی بنام اسکان عشایر دلیبجک سپیدار یاسوج شده اند. روستای کلکنار با داشتن امکاناتی چون برق ، آب ، تلفن و مدرسه نوساز تقریباً خالی از سکنه  شده که این مسئله به نوبه خود جای تأسف دارد

## جمعیت
این روستا در دهستان پشتکوه رستم قرار دارد و براساس سرشماری مرکز آمار ایران در سال ۱۳۸۵، جمعیت آن ۵۷ نفر (۱۰خانوار) بوده‌است.